# Thompson Island (Nunavut)
Thompson Island – niezamieszkana wyspa w Zatoce Frobishera, w Archipelagu Arktycznym, w regionie Qikiqtaaluk, na terytorium Nunavut, w Kanadzie. W pobliżu Thompson Island położone są wyspy: Aubrey Island, Gardiner Island, Coffin Island, Emerick Island, Ptarmigan Island i Beveridge Island.